# Reventador
Reventador é um pico da Cordilheira dos Andes localizado no Equador. Tem 3.562 m de altitude e é um estratovulcão ativo (a última erupção foi em 2020).